# Kopalnie króla Salomona (film 1986)
Kopalnie króla Salomona (ang. King Solomon's Mines) – australijski film animowany z 1986 roku wyprodukowany przez Burbank Films Australia. 

## Obsada (głosy)
- Tom Burlinson jako Sir Henry Curtis
- John Meillon jako Kapitan John Good
- Arthur Dignam jako Allan Quatermain

## Wersja polska
Wersja wydana w serii Najpiękniejsze baśnie i legendy na DVD z angielskim dubbingiem i polskim lektorem.
- Dystrybucja: Vision